# Халитов, Фуад Ибрагимович
Фуад Ибрагимович Халитов (1909—1981) — советский татарский актёр театра. Народный артист СССР (1975).

## Биография
Родился 18 февраля (по другим источникам — 9 февраля) 1909 года в Казани в семье имам-хатыба Четвёртой соборной мечети Ибрагима Халитова.
В начале 1920-х годов работал в разных регионах, в том числе в Московском центральном профессиональном татарском рабочем театре, в 1927 — на меховом комбинате в Казани. Посещал драматический кружок при Доме культуры комбината.
В 1932 году вступил в труппу Казанского рабочего театра. Там же окончил студию.

Могила ф. Халитова на Татарском кладбище

С 1937 года — актёр Татарского театра имени Г. Камала в Казани.
Скончался 16 марта (по другим источникам — 15 марта) 1981 года в Казани. Похоронен на татарском кладбище в Ново-Татарской слободе.

### Семья
- Жена — Марзия Минлебаева (1911—2000), актриса. Народная артистка Татарской АССР (1970).

## Награды и звания
- Заслуженный артист Татарской АССР (1948)
- Народный артист Татарской АССР (1956)[4]
- Народный артист РСФСР (1957)
- Народный артист СССР (1975)
- Орден Дружбы народов (1979)

## Театральные работы
- «Каюм Насыри» М. Гали и Х. Уразикова — Каюм Насыри
- «Муса» Н. Исанбета — Муса Джалиль
- «Мулланур Вахитов» Н. Исанбета — Тимербай
- «Ходжа Насретдин» Н. Исанбета — Ходжа, Бики
- «Хаджи эфенди женится» Ш. К. Камала — Хуснутдин
- «Шамсикамар» М. Аблиева — Сафиулла
- «Минникамал» М. Амира — Гильманов
- «Поздняя любовь» А. Н. Островского — Маргаритов
- «Человек с ружьем» Н. Ф. Погодина — Шадрин
- «Американец» К. Г. Тинчурина — Шаихмирза
- «Голубая шаль» К. Г. Тинчурина — Миңлегали
- «Король Лир» У. Шекспира — Кент
- «Человек со стороны» И. М. Дворецкого — Плужин
- «Интервью в Буэнос-Айресе» Г. А. Боровика — Бланко
- «Ромео и Джульетта» У. Шекспира — Ромео
- «Без вины виноватые» А. Н. Островского — Незнамов
- «Последняя жертва» А. Н. Островского — Прибытков
- «Свои люди — сочтёмся» А. Н. Островского — Рисположенский
- «Аршин мал алан» У. Гаджибекова — Вели
- «Враги» М. Горького — Скроботов
- «Фатима Сабри» С. Джамала — Әбделхәмит
- «Шамиль Усманов» А. М. Гилязова и А. Яхина — Сәгъдетдин
- «Блудный сын» Э. Н. Раннета — Март Туйск
- «День рождения Миляуши» Т. А. Миннуллина — Әһлиулла
- «Мужчины» Т. А. Миннуллина — Әхтәм
- «Не бойся, мама!» по Н. В. Думбадзе — Вано
- «Вернулся бы» Р. М. Хамида — Мәгънәви